# Cosmesus posticinus
Cosmesus posticinus là một loài bọ cánh cứng trong họ Elateridae. Loài này được Schwarz miêu tả khoa học năm 1904.